# Jindřich Vaško
Jindřich Vaško (15. října 1910 Troubelice –  2. července 1942 Pardubice) byl poručík československé armády, za Protektorátu správce lomu Hluboká u Ležáků, účastník protinacistického odboje v rámci organizace Čenda a podporovatel výsadku Silver A, popravený nacisty.

## Život
Jindřich Vaško se narodil 15. října 1910 do rodiny Antonína Vaško z Radčic u Skutče (* 19. září 1873) a Růženy Vaškové rozené Hatanové z Lánů. Jeho otec pracoval jako strážník železnice u státních drah. Měl staršího bratra Františka Vaško (* 1. října 1904).
V letech 1925 až 1929 studoval na Obchodní akademii v Olomouci. V rámci prezenční vojenské služby absolvoval školu pro důstojníky v záloze u 8. opavské pěší divize. Vojenskou službu konal ve Fryštátě (dnes Karviná) a později v Žamberku. Jako četař aspirant byl 1. dubna 1932 propuštěn do zálohy, 1. ledna 1933 byl povýšen na podporučíka pěchoty v záloze. Po vojně pracoval jako účetní u stavební firmy v Praze na Vinohradech. V lednu 1935 nastoupil do dobrovolné činné vojenské služby u Hraničářského praporu číslo 5 v Chebu a byl povýšen do hodnosti poručíka. V únoru 1938 byl převelen do Falknova nad Ohří (dnešní Sokolov) a od dubna působil v Ostrově u Karlových Varů. Vyhlášení mobilizace ho zastihlo v Doupově u Karlových Varů.

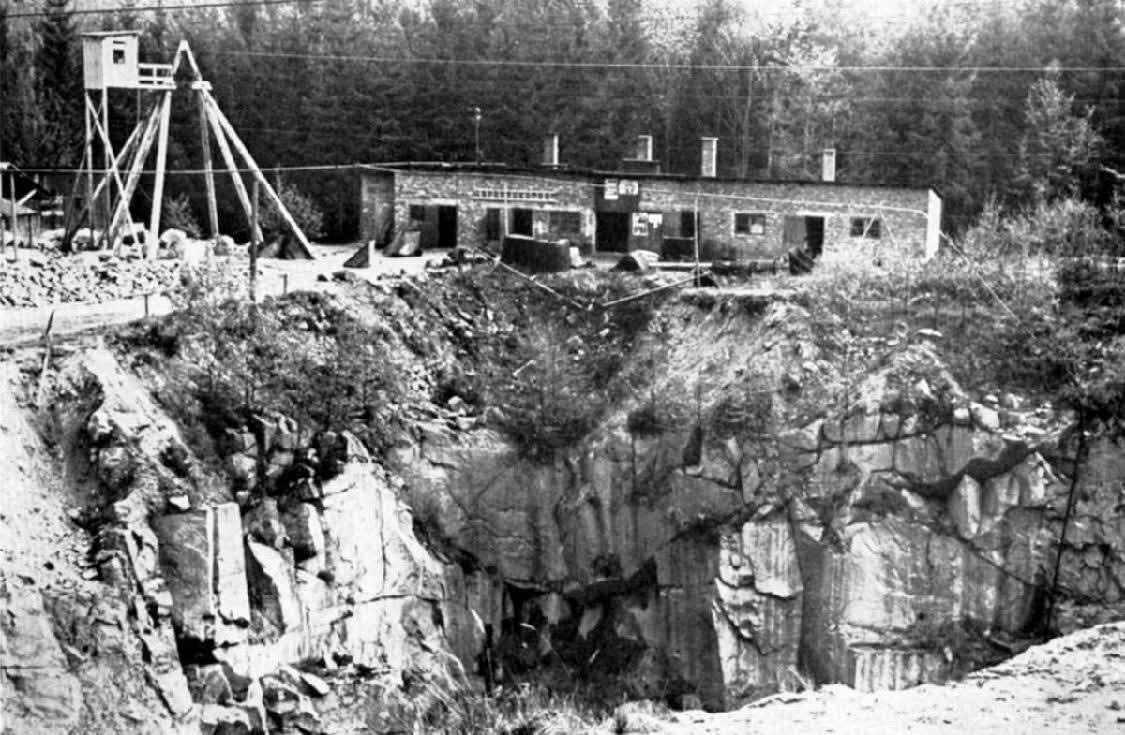
Lom Hluboká, kde Jindřich Vaško pracoval jako správce. Na snímku dnes již neexistující budova strojovny, odkud vysílal Jiří Potůček

Po Mnichovské dohodě se Jindřich Vaško i jeho rodiče (kteří bydleli v Hradečné u Uničova), museli přesunout z obsazeného území. Díky Jindřichovu bratru Františku Vaškovi, který v Pardubicích podnikal ve stavebnictví, se podařilo sehnat ubytování v nedalekých Medlešicích. Po německé okupaci 15. března 1939 musel Jindřich Vaško opustit armádu a jeho bratr, nájemce lomu Hluboká, mu od 1. prosince 1939 zajistil zaměstnání správce lomů firmy František Vaško a spol. Dne 6. září 1941 se Jindřich Vaško oženil v mikulovickém kostele svatého Václava s Annou Hromádkovou (* 3. července 1919).
Jindřich Vaško se brzy po okupaci zapojil do odboje. V rámci odbojové organizace Čenda pomáhal shánět a ukrývat zbraně a trhaviny. Poté, co byli v noci z 28. na 29. prosince 1941 vysazeni v Protektorátu parašutisté z výsadku Silver A, se aktivně zapojil do jejich podpory. S velitelem skupiny Alfrédem Bartošem se znal z dob svého působení v armádě. Úkolem skupiny Silver A bylo navázat a udržovat spojení s Londýnem a pomáhat domácímu odboji. Radista Silver A Jiří Potůček získal díky Jindřichovi a Františkovi Vaškovým úkryt v lomu Hluboká, odkud s jejich pomocí a také s pomocí strojníka Karla Svobody vysílal z dvojitého stropu strojovny. Vysílačka Libuše pak byla přemístěna i na jiná místa, posléze se vrátila do lomu Hluboká, poté do Švandova mlýna v Ležákách. Dne 16. června 1942 se na gestapu dobrovolně přihlásil Karel Čurda, člen výsadku Out Distance, a následuje vlna zatýkání. Ve středu 17. června přijel na kole do ležáckého mlýna Luděk Matura ze Svítkova, aby Jiřího Potůčka a jeho spolupracovníky varoval. Nad ránem následujícího dne pomáhá Jindřich Vaško odvézt Potůčka s vysílačkou Libuše z Ležáků.

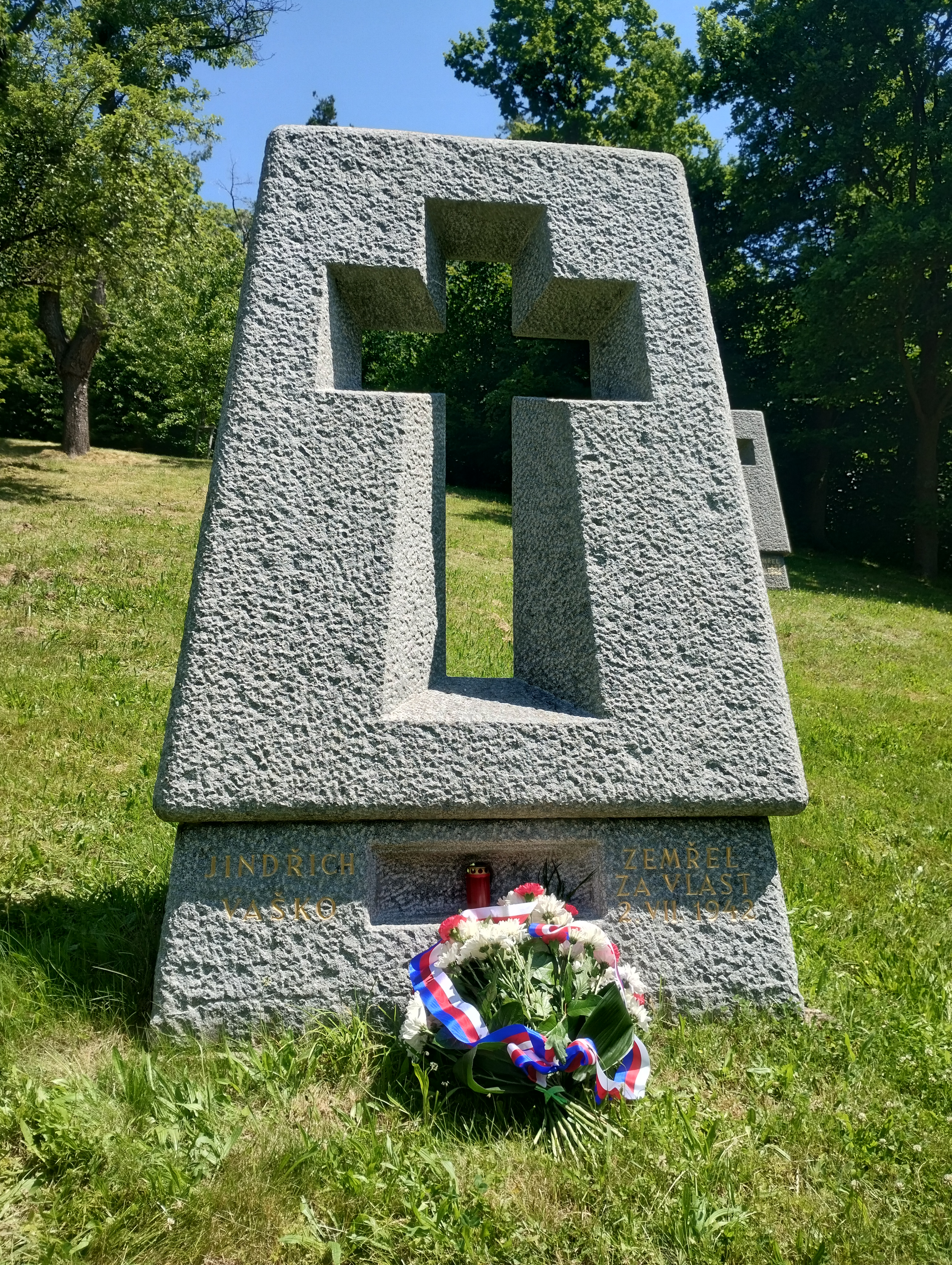
Pomník Jindřicha Vaško v Ležákách

Jindřich Vaško byl zatčen 20. června 1942. Zatčen byl i jeho bratr František a oba byli na základě rozsudku stanného soudu zastřeleni na pardubickém Zámečku 2. července 1942. Jindřich Vaško si před popravou nenechal zavázat oči.

## Manželka a synové
Manželka Jindřicha Vaška Anna byla ve vysokém stupni těhotenství, proto byla odvezena do pardubické porodnice, kde 28. června 1942 porodila dvojčata Petra a Pavla. Důvody, proč ji gestapo nechalo naživu, nejsou zcela zřejmé. Do konce války žila se syny u rodičů v Medlešicích. Válku přežili také rodiče a neteř Jindřicha Vaška (dcera jeho bratra Františka).
Bratři Petr a Pavel se oba v dospělém věku angažovali ve "Společnosti pro zachování památky Ležáků". Po roce 1990 získali zpět pozemky po prarodičích a v restituci též podíl v První zemědělské a. s. Tuněchody. Ve vedení této společnosti pak jeden z bratrů nějaký čas působil.
Anna Vašková se již nikdy nevdala. Žila v Medlešicích na Pardubicku a poté v Chrudimi se svými syny, kteří se nikdy neoženili. Všichni pracovali v pardubické Tesle.
Dne 28. června 1994 měli Petr a Pavel Vaškovi autonehodu, při níž Pavel Vaško, který řídil, zahynul. Bratr Petr zemřel o měsíc později v nemocnici. Jejich matka Anna zemřela o dva roky později, 16. září 1996.

## Vyznamenání
- Československý válečný kříž 1939
- 2001 –  Řád Tomáše Garrigua Masaryka III. třídy